# Ostrowie (obwód miński)
Ostrowie (biał. Астравы, Astrawy; ros. Островы, Ostrowy; pol. hist. Ostrów) – wieś na Białorusi, w obwodzie mińskim, w rejonie stołpeckim, w sielsowiecie Szaszki, przy drodze republikańskiej R54.

## Historia
Pod zaborami i w II Rzeczypospolitej folwark. W XIX i w początkach XX w. położone było w Rosji, w guberni wileńskiej, w powiecie oszmiańskim.
W dwudziestoleciu międzywojennym leżało w Polsce, w województwie nowogródzkim, w powiecie stołpeckim, w gminie Derewno. W 1921 miejscowość liczyła 74 mieszkańców, zamieszkałych w 7 budynkach, wyłącznie Polaków. 67 mieszkańców było wyznania rzymskokatolickiego i 7 prawosławnego.
Po II wojnie światowej w granicach Związku Sowieckiego. Od 1991 w niepodległej Białorusi.